# Шърли Беси
Дейм Шърли Вероника Беси (на английски: Shirley Veronica Bassey) е уелска певица.
Става популярна през 1950-те години и остава такава до края на 20 век, дори и след това. Записва песните към филмите „Голдфингър“ (1964), „Диамантите са завинаги“ (1971) и „Муунрейкър“ (1979) за Джеймс Бонд. Избрана е от ЮНЕСКО за творец на мира. Удостоена е с ордена на Британската империя. През 2003 година отбелязва 50-годишнината на своята творческа кариера.

## Биография

### Детство
Шърли Вероника Беси е шестото и последно дете на Хенри Беси и Илайза Джейн Старт. Родена е в Тайгър Бей, Кардиф, Уелс, със смесено нигерийско (по баща) и английско (по майка) потекло. Второто дете на Илайза и Хенри умира в невръстна възраст, и Шърли се ражда в къща с три сестри, две доведени сестри, и един брат.
Учителите и учениците в Морланд Роуд Скул забелязват силния глас на Беси, но дават на момиченцето малко подкрепа: „...всеки ми казваше да млъкна. Даже в училищния хор учителят ми казваше постоянно да отида назад, докато най-накрая не пеех в коридора!“ Един съученик си спомня, че тя пеела рефрена 'Can't Help Lovin' That Man of Mine' от Шоу Боут с такова чувство, че накара учителя си да се чувства дискомфортно. След като напуска Сплот Секъндъри Модърн Скул на 14 години, Беси намира работа в завод, а вечерите и през почивните дни пее в кръчми и клубове.

### 1953 – 1959: Зараждане на кариерата
През 1953 г. Беси подписва първия си професионален контракт, съгласно който пее в гастролиращата вариететна програма „Спомени за Джолсън“, мюзикъл за живота на Ал Джолсън. След това е ангажирана в „Горещо от Харлем“, което трае до 1954. Тогава Беси се разочарова от шоу бизнеса и забременява с Шерън. Бащата никога не е идентифициран, и Шърли отива да отсервира в ресторант в Кардиф.
През 1955 г. случайна препоръка до Майкъл Съливан, мениджър на таланти, поставя Беси твърдо на пътеката към мечтаната кариера. Той съзира в Беси талант и решава да я направи звезда. Тя обикаля различни театри, докато не е намерена от Джак Хилтън, чийто интерес предвещава бъдещите бляскавини. Той я кани да играе в „Такъв е животът“ на Ал Рийд, в театъра Аделфи в Западния край на Лондон. Докато трае сезонът, шефът на „Творци и репертоар“ на Филипс Рекърдс и музикален продуцент Джони Франц я забелязва по телевизията, впечатлява се, и ѝ предлага звукозаписен договор. Беси записва първия си сингъл, наречен Burn My Candle, и Филипс го издава през февруари 1956 г., когато Беси е на 19. Поради провокативния текст, Би Би Си я забранява, но въпреки това се продава добре. Тя е подкрепена от мощната интерпретация на Stormy Weather. Следват още сингли, и през февруари 1957 г. Беси има първи хит с The Banana Boat Song, достигайки номер 8 в Британската класация за сингли. През тази година тя записва под ръководството на американския продуцент Мич Милър в Ню Йорк за Кълъмбия Рекърдс. Неин е сингълът If I Had a Needle and Thread и Tonight My Heart She Is Crying. Пътува до Лас Вегас, за да направи театралния си дебют в Ел Ранчо Вегас. В средата на 1958 г. записва два сингъла, които стават класика в каталога ѝ. As I Love You е издаден като „Б“-страна на друга балада, Hands Across the Sea; той не се продава добре отначало, но след случайна поява в Паладиум в Лондон нещата се подобряват. През януари достига номер 1 и остава там четири седмици. Така се превръща в първия хит номер едно от уелски творец. Беси също записва Kiss Me, Honey Honey, Kiss Me по това време и докато As I Love You се надпреварва в класациите, това е повторено от това парче, и двете песни са в първата тройка по това време. След няколко седмици Беси подписва с Кълъмбия на Ий Ем Ай, и втората фаза в звукозаписната ѝ кариера започва.

### 1960 – 1979: Успехи и пробив
В началото и средата на 60-те Беси записва няколко хита в британските класации, и пет албума попадат в Топ 15. Нейният запис от 1960 г. на As Long As He Needs Me на Лайнъл-Бартовия „Оливър!“ достига номер 2, и прекарва 30 седмици в класациите. На 13 ноември 1960 г. Беси прави дебютното си представление по американската телевизия, като гостува на Шоуто на Ед Съливан. През 1962 г. съвместна работа с Нелсън Ридъл и оркестъра му водят до албума Let's Face the Music (№12) и сингъла What Now My Love (№5). Други хитове от първата десетка от това време са вторият ѝ хит номер едно, двойният Reach for the Stars и Climb Ev'ry Mountain (1961), I'll Get By (1961) и кавър версия на хита на Бен И. Кинг I (Who Have Nothing) през 1963 г. През този период Беси се появява на корицата на списание Ебъни, и пее на гала концерт във Вашингтон, за да чества края на втората година от мандата на Джон Кенеди.
През 1965 г. Беси се радва на единствения си Топ 40 хит в Хот 100 на Билборд, заглавната песен от филма за Джеймс Бонд Голдфингър. Сингълът достига номер 8, а оригиналният саундтрак към филма завоюва първата позиция в САЩ през същата година. През 1965 г. пее заглавната песен от пародията за Джеймс Бонд, филма Елиминаторът, и има концертен албум от Топ 20, записан по време на изцяло разпродадена проява в лондонския клуб Пигал.
След 1964 г. Goldfinger поставя незаличим отпечатък върху кариерата ѝ: писанията към албумните бележки на Юбилейния 25-годишен албум Clayton (1978) гласят, че: "Възприемането в Америка е значително подпомогнато от огромната популярност на Goldfinger...Но тя вече се е утвърдила там още през 1961 г., в кабаре в Ню Йорк. Голям е успехът и в Лас Вегас... 'Предполагам, че трябва да се чувствам наранена, тъй като никога не станах велика в Америка на звукозапис след „Goldfinger“... Но, като концерти, аз винаги бях разпродадена.'..." Това е отразено във факта, че Беси има само една солова дългосвиреща плоча в Топ 20 в американска класация (ритъм енд блус, Live at Carnegie Hall), и технически тя е еднохитово чудо, тъй като се появява само веднъж в Топ 40 в Хот 100 на Билборд, с Goldfinger. Но след тази песен, британските ѝ продажби също започват да пропадат: само два от синглите ѝ достигат британския Топ 40, положение, което се запазва до 1970 г. Тя подписва с Юнайтед Артистс, и първият ѝ албум за този лейбъл, I've Got a Song for You (1966) стои една седмица в класацията. Оттогава до 1970 г. само два албума пробиват в класациите, един от които е сборен диск. През 1967 г. е издаден един от най-популярните ѝ сингли, Big Spender, който насмалко достига Топ 20 на Обединеното кралство.
Беси започва живот като данъчен емигрант през 1968, и не ѝ е разрешено да се върне на Албиона близо две години. През 1968 г., на фестивала в Сан Ремо, Италия, тя изпълнява La Vita, италианска песен на Бруно Канфора и Антонио Амури, с текст пренаписан на английски от Норман Нюъл специално за случая. Нейната версия на песента с припев на италиански става хит в Топ 40 на италианската класация, и Беси записва още няколко песни на италиански, някои от които се появяват на италиански албум, наречен La vita (1968). (По-късно, Нюъл пише английски текстове за останалата част от La vita, и резултатът е This Is My Life). Но британските ѝ продажби продължават да страдат.
Триумфалното завръщане на Беси на Острова се случва през 1970, което води до един от най-успешните периоди в кариерата ѝ. През същата година тя се завръща в родината си, счупвайки рекорда за брой изпълнения в нощния клуб „Ток ъф дъ Таун“. Също през тази година тя пуска на пазара албума Something, в който използва нов стил, преход от традиционния поп към по-съвременни песни и аранжименти (сингълът със същото име е по-успешен в британските класации, отколкото оригиналната Бийтълсова песен – единственият творец, който постига това), но Беси никога не изменя напълно на силата си – стандартите, шоу песните, и т.нар. факелни песни. Something е хит в американския Топ 10 на класацията за Адълт Кънтемпъръри. Други сингли от периода включват хита в първата десетка Never Never Never, поангличена версия на италианската Grande grande grande, която стига Топ 10 в американската класация за Адълт Кънтемпъръри, британския Топ 10 и номер едно в Австралия и ЮАР. Успехът на Something (сингъл №4, албум №5) ражда серия от успешни албуми на лейбъла ЮА, включително Something Else (1971), And I Love You So (1972), I Capricorn (1972), Never Never Never (1973), Good, Bad but Beautiful (1975), Love, Life and Feelings (1976), You Take My Heart Away (1977) и Yesterdays (1978). Бърнард Игнър пише и прави дует с Беси за песента Davy от албума Nobody Does It Like Me (1974). В допълнение, две от по-ранните плочи на Беси влизат в класациите; това са And We Were Lovers (1967, преиздадена като Big Spender) и Let's Face the Music (1962, преиздадена като What Now My Love). Два сборни диска, The Shirley Bassey Singles Album (1975) и 25th Anniversary Album (1978) влизат в първата тройка на Великобритания: The Shirley Bassey Singles Album е най-високо класиращият се албум, номер две, и носещ ѝ златен статут, а 25th Anniversary Album става платинен.
В междината от 1970 до 1979 г. Беси има 18 хит албума в Британската класация за албуми. Нейният албум от 1978 The Magic Is You включва портрет от фотографа Франческо Скавуло. През 1973 г. концертите ѝ в Карнеги Хол в Ню Йорк са записани и издадени като двузаписен сет, Shirley Bassey: Live at Carnegie Hall. Този албум и мнозинството от записите ѝ от този период са ремастерирани и издадени на компактдиск от Ий Ем Ай и Би Джи Оу Рекърдс. През 1971 г. записва темата на Диамантите са вечни. Записът е включен в новогодишното тържество на Сидни, Австралия, през 2007 г.
Беси е субект на This Is Your Life два пъти: през ноември 1972 г., когато е изненадана от Иймън Андрюс на летище Хийтроу, и през януари 1993 г., когато Майкъл Аспъл я изненадва на биса в разпродаден концерт в Роял Албърт Хол.
Участва в коледното шоу на Моркемб и Уайз, излъчено на Коледа през 1971 г. През 1976 г. се появява в шест-епизодното Шоу на Шърли Беси, първото от нейните телевизионни предавания за Би Би Си, последвано от втора серия от шест епизода през 1979 г. Последното шоу от първите серии е номинирано за Златна роза в Монтрьо през 1977 г. Сериите включват гости като Нийл Даймънд, Мишел Льогран, Три Дигрийс и Дъсти Спригфилд; те са заснети по места от цял свят, както и в студио. През 1978 г. пледира виновна за пиянство и безпорядък „след като ругае на силен глас на улицата и блъска един полицай“. Беси завършва десетилетието с третата филмова тема за Бонд, Странник на луната (1979).

### 1980 – 1999: Успехите продължават
През по-голямата част от 80-те Беси се фокусира върху благотворителната дейност и изпълнява няколко концертни турнета в Европа, Австралия и Щатите, като прекратява договора с Ий Ем Ай-Юнайтед Артистс и се „полу-пенсионира“, както сама се изразява. През 1982 г. записва албума All by Myself и участва в теливизионно мероприятие за Темс Телевижън, наречено „Една специална дама“ с гост Робърт Гулет. През 1983 г. записва дует с Ален Делон, наречен Thought I'd Ring You, което се превръща в хит сингъл в Европа. Беси записва много по-рядко, но през 1984 г. издава албум с най-прочутите си песни, I Am What I Am, изпълнен с Лондонския симфоничен оркестър, който е дирижиран от Карл Дейвис. През 1986 г. издава сингъл и видео в подкрепа на Лондонския туристически борд, There's No Place Like London, написан в сътрудничество с Линзи де Пол и Джерърд Кени. През 1987 г. записва албум с теми към Джеймс Бонд, The Bond Collection, но не е доволна от резултата и отказва да го издаде. (Пет години по-късно той е издаден въпреки всичко, Беси завежда съдебно дело, и всички непродадени бройки са изтеглени). През 1987 г. Беси осигурява вокалните части на швейцарските музиканти Йелоу в песента The Rhythm Divine, написана от шотландския певец Били Макензи. През 1989 г. записва албум, изпят изцяло на испански, La Mujer. С напредването на 80-те Беси започва работа с вокален педагог, бивш оперен певец, и албумът от 1991 г. Keep the Music Playing я представя във внушителен, оперен поп стил на няколко песни (вероятно повлияна от нейния албум с Лондонския симфоничен оркестър преди няколко години).
През 1994 г. Ий Ем Ай пускат пет-дисков бокс сет Bassey – The EMI/UA Years 1959 – 1979. Съпровождащата книжка е открита с поема от Марк Алмонд. През 1996 г. Беси сътрудничи с Крис Рей във филма La Passione, като участва във филма играейки себе си, и издава сингъла Disco La Passione. Ремиксът на сингъла става голям клубен хит в Европа, но в Обединеното кралство се класира малко извън Топ 40. Беси прави нов запис през следващата година, History Repeating, написан за нея от Пропелърхедс и завоюващ първа позиция в Британската денс класация, както и №10 в Американската денс класация. Освен това той е хит в Топ 10 в Италия. Албумните бележки за албума Decksandrumsandrockandroll на Пропелърхедс гласят: „Бихме искали да изразим нашето максимално уважение към Шерли Беси за почитането ни с нейното изпълнение. Все още се възстановяваме от шока...“ Беси отбелязва шейсетгодишния си рожден ден през 1997 г. с два концерта на открито, в Кесъл Хауърд и Алторп Парк, и прави още две тв изяви. Резултатът е концертният албум The Birthday Concert, донесъл номинация за Грами в категорията „Най-добро традиционно поп вокално изпълнение“. На 7 октомври 1998 г. в Египет Беси изпълнява благотворителен концерт близо до Сфинкса и Голямата пирамида.
Във филма от 1998 г. Малкият глас Беси е една от общо три централни фигури, заедно с Мерилин Монро и Джуди Гарлънд, като нейният трак Goldfinger е използван в продукцията. Джейн Хорокс, актрисата с главна роля във филма, се превъплъщава в ролята на Беси както като звукозапис, така и като телевизионен образ, а също и на британско турне.
През 1998 г. срещу Беси е заведено дело за нарушаване на контракта ѝ от бившия ѝ личен асистент, който също така я обвинява в удряне и отправяне на етническа обида. Беси печели делото. Този случай е сатиризиран от Александър Барон в пиесата му с едно действие, Процесът срещу Шърли Беси.
През следващата година, тя изпълнява официалната песен на Световната купа по ръгби, World in Union, заедно с Брин Тервел, на церемонията по откриването в Милениъм Стейдиъм в Кардиф. Тя облича рокля, с дизайн по уелския флаг. Сингълът им пробива в Топ 40 и Беси допринася още две песни към официалния албум Land of My fathers, достигнал номер 1 в британската класация за компилации, и се сдобива със сребърен статут.

### От 2000: Последни работи и бъдещи проекти
През 2001 г. Беси е водещият творец в празненството по случай 80-ия рожден ден на Херцога на Единбург. На 3 юни 2002 г. Шърли Беси е сред отбран състав на творци, включващ Елтън Джон, Пол Макартни, Куин, Корс, Ани Ленъкс, Ерик Клептън, Тони Бенет, Клиф Ричард, Джо Кокър, Род Стюарт, Рики Мартин, Фил Колинс и Том Джоунс, които изпълняват на 50-ия юбилей на Кралицата в двореца Бъкингам. После, през 2003 г., Беси празнува 50 години в шоу бизнеса, издавайки компактдиска Thank You for the Years, попадайки в Топ 20 на албумите. Гала благотворителен търг на сценичните ѝ костюми в Кристис, Дейм Шърли Беси: 50 години на блестящи рокли, събира 250 000 паунда за стипендията „Дейм Шърли Беси“ към Кралския уелски колеж по музикално и драматично изкуство и Апела на детската болница „Ноев ковчег“. Беси изпълнява на Кралското вариететно изпълнение през 2005 г., представяйки новата си песен The Living Tree.
Две популярни Прослушвания с Шърли Беси се излъчват по британската телевизия, едно през 1995 г., привлякло над 10 млн. зрители, и друго през 2006 г. Беси се връща към изявите в пет арени из Обединеното кралство през юни същата година, кулминиращи в Уембли. Също така тя изпълнява концерт пред 10 000 души във фестивала във Ваенол, Северен Уелс, организиран от Брин Тервел и излъчван по Би Би Си – Уелс.
Маркс Енд Спенсър подписват с нея за коледната рекламна кампания в стил Джеймс Бонд през 2006 г. Беси може да бъде видяна в бляскавия Леден дворец, пеейки кавър версия на песента на Пинк Get the Party Started, облечена в Ем Енд Ес рокля.
The Living Tree, написана, продуцирана и първоначално записана от групата Невър Дъ Брайд, е издадена като сингъл на 23 април 2007 г., маркираща 50-ия юбилей на Беси в Британската класация за сингли, както и рекорд за най-дълга поредица от хитове в Топ 40 в историята на британските класации. Беси изпълнява 45-минутен сет на фестивала в Гластънбери през 2007 г., облечена в розова рокля на Джулиън Макдоналд, както и ботуши по поръчка Уелингтън. Новият албум Get the Party Started е издаден на 25 юни 2007 г. и влиза в Британската класация за албуми под номер 6. Сингълът от заглавната песен достига трета позиция в Американската денс класация. През същата година, Беси пее Big Spender с Елтън Джон в неговия ежегоден Бяла вратовръзка и тиарова топка, за да съберат пари за фондацията на Елтън Джон срещу СПИН. През 2007 г. Беси изпълнява във Фешън Рокс в подкрепа на Тръста на принца в Роял Албърт Хол.
Вкарана е в болница в Монако на 23 май 2008 г. за спешна операция на корема след оплаквания от болки в тази област. Налага ѝ се да се оттегли от Концерта в чест на 90-годишнината на Нелсън Мандела поради заболяването си. През 2008 г. е публикувана биографията Диамантената дива. През 2009 г. нейната внучка участва в Екс Фактор.
През 2009 г. Беси записва албума The Performance, заедно с композитора към Джеймс Бонд, Дейвид Арнолд, като ко-продуцент (с Майк Диксън). Голям брой творци пишат песни специално за Беси, включително Меник Стрийт Прийчърс, Гери Бърлоу, Кей Ти Тънстол, Пет Шоп Бойс, Ник Ходжсън от Кайзер Чийфс, Джон Бари и Дон Блек.
Беси е хедлайнер в Електрическите балове на Би Би Си от 23 октомври 2009 г., в единствения ѝ пълен концертен сет за 2009 година.
През ноември 2009 г. изпълнява новите песни от The Performance по различни тв предавания: Шоуто на Греъм Нортън, Шоуто на Пол О'Грейди и като гостуващ певец на Strictly Come Dancing.
Изпълнява на концерт в Карнеги Хол, Ню Йорк, по случай 21-вия рожден ден на фондационния фонд „Дъждовна гора“, на 13 май 2010 година.
На 30 март 2011 г. Беси пее на гала концерт в чест на 80-ия рожден ден на Михаил Горбачов. Изпълнява и на Класическите брит награди през 2011 г., пеейки Goldfinger в чест на Джон Бари.
На 21 май 2011 г. Беси става кръстница на последния кораб на Пи Енд Оу, Адония, на кръщелната церемония в Саутхемптън, Англия.
На 20 юни 2011 г. пее Diamonds Are Forever и Goldfinger, съпроводена от Кралския филхармоничен оркестър, на Концерта в памет на Джон Бари в Роял Албърт Хол, Лондон.
На 29 септември 2011 г. Би Би Си излъчва 70-минутна драма, озаглавена Шърли, обрисуваща ранния живот и кариера на Беси. В главната роля е Рут Нега.
На 4 юни 2012 г. Беси е сред престижния колектив от творци, включващ Елтън Джон, Пол Макартни, Ани Ленъкс, Клиф Ричард и Том Джоунс, които изпълняват на Партито за 60-ия юбилей на Кралицата в Бъкингамския дворец. Беси пее Diamonds Are Forever.
На 24 януари 2013 г. тя пее на самостоятелен концерт в Лаисхале, Хамбург, което е последното ѝ публично изпълнение.
Дейм Шърли изпълнява на наградите Оскар през 2013 г., на 24 февруари 2013 г., за да почете 50-годишнината на филмовия франчайз Джеймс Бонд. Това е първата ѝ изява на церемонията за Оскарите като изпълнител. Пее Goldfinger пред публика, отвръщаща ѝ с аплаузи на крак.
На 17 април 2013 г. уважава погребалната церемония на Маргарет Тачър.

## Личен живот

### Бракове
Първият брак на Беси е с Кенет Хюм, починал през 1967 г. Той е продуцент на филми, и двамата се женят през 1961 г. Разделят се през 1964 и се развеждат през 1965 г., в зората на връзката на певицата с актьора Питър Финч. Беси след това заявява пред пресата, че тя и Финч няма да се женят: „Това просто няма да проработи. Точно сега не съм готова за брак с никого. Чувствам, че трябва да съм свободна.“ След година Хюм съди актьора и друг мъж, Джон Маколиф, за „недискретност“ с певицата. Както Финч, така и Маколиф, са цитирани като ответници на развода на Хюм с Беси. От своя страна, Беси е обявена за ответница през 1965 г., когато жената на Финч, южноафриканската актриса Йоланда Търнър, се развежда с актьора.
Сержио Новак, помощник-управител на хотел „Екселсиор“ на Лидо във Венеция, и Беси се женят през 1968 и бракът им просъществува до 1979 г. Новак е мениджър на Беси през цялото това време. Заедно с Новак осиновява племенника си Марк.

### Деца и внуци
Бащите на двете дъщери на Беси, Шерън Беси (известна още като Шерън Новак, 1954) и Саманта Беси (известна още като Саманта Новак, родена 1963), са неизвестни. Първият съпруг на Беси обаче прави предположение, че Саманта, родена по време на брака на двойката, е следствие от връзката между Беси и Питър Финч. През 1965 г., според статия в Джет, „Има голям спор в Лондон за това кой е бащата на бебето на бурната певица Шърли Беси. Въпреки че някогашният интимен партньор, австралиецът Питър Финч, е съгласен, че детето не може да принадлежи на разведения съпруг на Шърли, Кенет Хюм, Финч настоява, че тя не му принадлежи [...]“.
През 1985 г. Саманта Новак, която тогава е на 21 години, е намерена мъртва в река Ейвън в Бристол, Англия. Беси винаги твърди, че смъртта на дъщеря ѝ не е самоубийство. На 24 март 2010 г. полицията в Ейвън и Съмърсет потвърждават, че са предприели пресни разследвания за смъртта на Новак и в частност твърденията, че осъденият убиец Майкъл Мофат има пръст в смъртта. През октомври 2010 г. постъпва доклад, че разследването е приключило и заключава, че „няма доказателство за намеса на какъвто и да е престъпен акт“ в смъртта на Новак.
Внучката на Беси, Татяна Новак-Кимси, дъщеря на отчуждения син на певицата Марк Новак, се състезава в Екс Фактор. В интервю от 2009 г. Беси заявява, че тя и синът ѝ са се помирили.
Беси има четири внука чрез дъщеря си Шерън Новак.
Беси пребивава в Монако. Тя е вегетарианка.

## Награди и отличия
„За заслуги в забавлението“ е поводът, по който Беси е ръкоположена за Дейм-командор на Ордена на Британската империя на 31 декември 1999 г. от кралица Елизабет II. Тя е поканена да изпълнява през 2002 г. в Партито в Двореца, публично празненство по повод Златния юбилей на Кралицата. Наградена е с върховното отличие на Франция, Легион д'Оньор, за да означи популярността и важността ѝ във френската култура.
- 1972: Най-добра певица – ТВ Таймс
- 1973: Най-добра певица – ТВ Таймс
- 1974: Най-добър артист – Американската гилдия на вариететните артисти
- 1976: Най-добра певица – Мюзик Уийк
- 1976: 22-дневно британско турне, отбелязващо 20 години като музикален деец
- 1976: Награда на Ий Ем Ай за 20 години като музикален деец – Обединеното кралство
- 1977: Най-добра британска солова музикантка за последните 25 години – Награда Брит
- 1977: Златна роза на Монтрьо за Шоуто на Шърли Беси
- 1991: Алеята на славата, булевард Стар – открита плака в Ротердам
- 1993: Командор на Ордена на Британската империя
- 1995: Личност на годината в шоу бизнеса – Вариететен клуб на Великобритания
- 1997: Награда Грами – The Birthday Concert в Алторп Парк
- 1998: Най-дълга серия на солов музикант (десет представления) – Роял Фестивал Хол, Лондон
- 1999: Легион д'Оньор – Франция
- 1999: Восъчна фигура в музея Мадам Тюсо в Лондон (вторият модел е в Лас Вегас)
- 2000: Дама-командор на Ордена на Британската империя
- 2000: Най-успешната британска певица – Книга на рекордите на Гинес
- 2003: Изключителен принос към музиката – Национални музикални награди, Обединеното кралство
- 2003: Цялостна награда за постижения (встъпителна награда) – Уелска жена на годината, Уестърн Мейл
- 2004: 100 велики тъмнокожи британци, Беси намира място в първата десетка
- 2004: Творец за награда за мир – ЮНЕСКО
- 2005: Авеню от звезди – плака, открита в Лондон
- 2008: Goldfinger – сингъл от 1964 г. за Юнайтед Артистс, поместен в Залата на славата на Грами.

## Дискография
- 1957: Born to Sing the Blues